# Jesse Anthony
Pour les articles homonymes, voir Anthony.
Jesse Anthony, né le 12 juin 1985 à Beverly (Massachusetts), est un coureur cycliste américain, spécialiste du cyclo-cross. Il est professionnel de 2005 à 2018.

## Biographie
Jesse Anthony remporte en 2003 pour la première fois le championnat des États-Unis de cyclo-cross juniors (moins de 19 ans). Il devient par la suite triple champion des États-Unis de cyclo-cross dans la catégorie des espoirs (moins de 23 ans). En 2007, il remporte deux cyclo-cross américain : le Grand Prix of Gloucester 2 et le Cycle-Smart International.
Depuis 2006, il court également sur route. Il a été membre des équipes cyclistes Kodakgallery.com-Sierra Nevada Brewing Co. et Type 1. En 2007, il remporte une étape du Tour de Virginie et termine quatrième de la FBD Insurance Rás.
En 2010, il remporte la Festningsrittet, il s'agit de sa première victoire au calendrier de l'UCI. 

## Palmarès en cyclo-cross
- 2002-2003
  -  Champion des États-Unis de cyclo-cross juniors
- 2003-2004
  -  Champion des États-Unis de cyclo-cross espoirs
- 2004-2005
  -  Champion des États-Unis de cyclo-cross espoirs
- 2006-2007
  -  Champion des États-Unis de cyclo-cross espoirs
- 2007-2008
  - Grand Prix of Gloucester 2, Gloucester
  - The Cycle-Smart International, Northampton
- 2010-2011
  - Granogue Cross 1, Wilmington
  - Granogue Cross 2, Wilmington

## Palmarès sur route

### Par années
| - 2003 - 4e étape du Tour d'Irlande juniors - 2e du Trophée Centre Morbihan - 2e du Tour d'Irlande juniors - 2010 - Classement général de la Festningsrittet - 2e du Tour de Corée - 2011 - Classement général du Nature Valley Grand Prix - 1re étape du Tour de l'Utah - 2e du Tour of the Battenkill - 2012 - 5e étape de la Cascade Classic - 2e du Tour of the Battenkill | - 2013 - Manhattan Beach Grand Prix - 2e de la Philadelphia Cycling Classic - 2014 - Delta Road Race - 3e du Nature Valley Grand Prix - 3e de la Bucks County Classic - 2015 - 3e de la Classique de Loulé - 2016 - 3e et 9e étapes du Tour de Guadeloupe |  |

### Classements mondiaux
| Année            | 2007 | 2008 | 2009 | 2010 | 2011 | 2012 | 2013 | 2014 | 2015 | 2016 | 2017   |
| ---------------- | ---- | ---- | ---- | ---- | ---- | ---- | ---- | ---- | ---- | ---- | ------ |
| UCI America Tour | 376e |      |      |      | 163e | 99e  | 71e  | 33e  | 227e | 180e |        |
| UCI Asia Tour    |      |      |      | 83e  |      |      |      |      |      |      |        |
| UCI Europe Tour  | 645e |      |      | 309e |      |      |      |      | 636e |      | 1 169e |